# Noam (Partei)
Die Noʿam-Partei (hebräisch נֹעַם ‚Gefälligkeit‘, gemeint ist ‚Gottgefälligkeit‘) ist eine radikal rechte, sehr konservative orthodox-jüdische, religiös-zionistische Partei in Israel.

## Geschichte
Der Noʿam wurde im Juli 2019 von einer sehr konservativen Strömung innerhalb der religiös-zionistischen Bewegung gegründet. Der Vorsitzende der Partei ist Avi Maʿoz. Geistlicher Führer ist Rabbi Zvi Thau, der Gründer und Leiter der Jeschiwa Har Hamor in Jerusalem. Die Partei war für die  Parlamentswahlen im September 2019 zugelassen. Nachdem ihr Wahlkampf gegen LGBT landesweite Beachtung fand, gab sie zwei Tage vor der Wahl bekannt, nicht zur Wahl anzutreten.
Israelische Medien brachten den Anstieg der Anzahl der gemeldeten Fälle von Hassreden und Gewalt gegen die LGBT-Gemeinschaft auch mit dem Wahlkampf der Partei unter dem umstrittenen Motto „Israel chooses to be normal.“ („Israel entscheidet sich dafür, normal zu sein.“) in Verbindung.
Bei der Wahl 2021 gewann der Noʿam als Teil einer „Religiöser Zionismus“ genannten Listenverbindung einen Sitz in der Knesset.

## Programm
Die Noam-Partei tritt unter anderem für den Schutz und die weitere Stärkung der „jüdisch-religiösen Identität des Staates Israel“, für die Ausweitung jüdisch-religiöser Erziehung auch an staatlichen Schulen, für eine strengere Einhaltung der öffentlichen Schabbat-Ruhe, für die Aufwertung des israelischen Oberrabbinats, für den Schutz und die Förderung der „traditionellen Ehe und Familie“, gegen das Recht auf Abtreibung sowie gegen die Einführung der Zivilehe und der gleichgeschlechtlichen Ehe ein. Die Partei lehnt eine Trennung von Staat und Religion in Israel strikt ab und befürwortet eine konservative, religiöse, traditionelle gesellschaftliche Ordnung.